# Brasil Tennis Cup 2014
Brasil Tennis Cup 2014 — жіночий тенісний турнір, що проходив на відкритих кортах з твердим покриттям. Це був другий за ліком Brasil Tennis Cup. Належав до категорії International в рамках Туру WTA 2014. Відбувся в Флоріанополісі (Бразилія). Тривав з 23 лютого до 1 березня 2014 року.

## Очки і призові

### Розподіл очок
| Дисципліна       | П   | Ф   | ПФ  | ЧФ | 1/8 | 1/16 | Q   | Q2  | Q1  |
| Одиночний розряд | 280 | 180 | 110 | 60 | 30  | 1    | 18  | 12  | 1   |
| Парний розряд    | 280 | 180 | 110 | 60 | 1   | Н/Д  | Н/Д | Н/Д | Н/Д |

### Розподіл призових грошей
| Дисципліна       | П       | F       | ПФ      | ЧФ     | 1/8    | 1/16   | Q2     | Q1   |
| Одиночний розряд | $43,000 | $21,400 | $11,500 | $6,175 | $3,400 | $2,100 | $1,020 | $600 |
| Парний розряд    | $12,300 | $6,400  | $3,435  | $1,820 | $960   | Н/Д    | Н/Д    | Н/Д  |

## Учасниці основної сітки в одиночному розряді

### Сіяні
| Країна    | Гравчиня                | Рейтинг1 | Сіяна |
| --------- | ----------------------- | -------- | ----- |
| Іспанія   | Карла Суарес Наварро    | 16       | 1     |
| Іспанія   | Гарбінє Мугуруса        | 34       | 2     |
| Чехія     | Клара Закопалова        | 35       | 3     |
| Італія    | Франческа Ск'явоне      | 43       | 4     |
| Румунія   | Моніка Нікулеску        | 53       | 5     |
| Румунія   | Александра Каданцу      | 60       | 6     |
| Іспанія   | Марія Тереса Торро Флор | 63       | 7     |
| Аргентина | Паула Ормаечеа          | 65       | 8     |

- Рейтинг подано станом на 17 лютого 2014.

### Інші учасниці
Нижче наведено учасниць, які отримали вайлдкард на участь в основній сітці:
- Габріела Се
- Паула Крістіна Гонсалвіш
- Беатріс Аддад Майя

Учасниці, що потрапили до основної сітки як особливий виняток:
- Тельяна Перейра

Нижче наведено гравчинь, які пробились в основну сітку через стадію кваліфікації:
- Александра Дулгеру
- Маріана дуке-Маріньйо
- Сесил Каратанчева
- Данка Ковінич
- Алізе Лім
- Алісон ван Ейтванк

### Завершили кар'єру
- Александра Дулгеру (травма поперекового відділу хребта)
- Моніка Нікулеску (травма правої ступні)

## Учасниці основної сітки в парному розряді

### Сіяні
| Країна   | Гравчиня                | Країна    | Гравчиня         | Рейтинг1 | Сіяна |
| -------- | ----------------------- | --------- | ---------------- | -------- | ----- |
| США      | Ваня Кінґ               | Чехія     | Барбора Стрицова | 81       | 1     |
| Румунія  | Моніка Нікулеску        | Чехія     | Клара Закопалова | 84       | 2     |
| Іспанія  | Анабель Медіна Гаррігес | Казахстан | Ярослава Шведова | 89       | 3     |
| Хорватія | Дарія Юрак              | Словенія  | Андрея Клепач    | 119      | 4     |

- Рейтинг подано станом на 17 лютого 2014.

### Інші учасниці
Нижче наведено пари, які отримали вайлдкард на участь в основній сітці:
- Марія Фернанда Алвеш /  Беатріс Аддад Майя
- Паула Крістіна Гонсалвіш /  Лаура Пігоссі

Наведені нижче пари отримали місце як заміна:
- Юлія Глушко /  Паула Канія

### Знялись з турніру
До початку турніру
- Клара Закопалова (viral chest infection)

## Переможниці

### Одиночний розряд
- Клара Закопалова —  Гарбінє Мугуруса, 4–6, 7–5, 6–0

### Парний розряд
- Анабель Медіна Гаррігес /  Ярослава Шведова —  Франческа Ск'явоне /  Сільвія Солер-Еспіноса, 7–6(7–1), 2–6, [10–3]